# Bara no Konrei ~Mayonaka ni Kawashita Yakusoku~
Bara no Konrei ~Mayonaka ni Kawashita Yakusoku~ (jap. 薔薇の婚礼 ～真夜中に交わした約束～) – film stworzony przez zespół Malice Mizer i wydany 22 marca 2002. Jest to film niemy z napisami w języku japońskim i angielskim. Jego fabuła nawiązuje do historii Drakuli oraz innych historii o wampirach. Muzyka do filmu pochodzi z ostatniego albumu grupy Bara no Seidou. Niektóre utwory zostały zmienione tak aby dopasować je do charakteru oraz tempa akcji filmu. W filmie (zwłaszcza w jego początkowej części) pojawia się wiele retrospekcji.

## Obsada
- Klaha – główny bohater, człowiek, który podróżuje do Transylwanii w interesach
- Közi – bohater bajroniczny, wampir
- Mana – wampirka, zakonnica pracująca dla hrabiego Drakuli
- Yu~ki – hrabia Drakula, antagonista
- Terumi Nagayoshi – Cecil

## Odniesienia do postaci
- Klaha – Jonathan Harker w Drakuli
- Közi – Barnabas Collins w Dark Shadows (Mroczne Cienie) i Lestat de Lioncourt w Kronikach wampirów (The Vampire Chronicles)
- Mana – Angelique w Dark Shadows (Ciemnych cieniach) i oblubienica Drakuli w Drakuli
- Yu~ki – hrabia Drakula w Drakuli
- Terumi Nagayoshi – Mina Harker w Drakuli